# Liriomyza canescens
Liriomyza canescens är en tvåvingeart som beskrevs av Spencer 1976. Liriomyza canescens ingår i släktet Liriomyza och familjen minerarflugor.
Artens utbredningsområde är Sverige. Arten är reproducerande i Sverige. Inga underarter finns listade i Catalogue of Life.